# Physocephala nigripennis
Physocephala nigripennis är en tvåvingeart som beskrevs av Stuke 2006. Physocephala nigripennis ingår i släktet Physocephala och familjen stekelflugor.
Artens utbredningsområde är Taiwan. Inga underarter finns listade i Catalogue of Life.